# J'accuse (mensuel)
Pour les articles homonymes, voir J'accuse (homonymie).

J'accuse, est un mensuel français publié pendant trois ans, du 15 janvier 1971 à sa fusion avec La Cause du peuple en 1972. Il est animée par une équipe de jeunes s'étant connus avant, pendant et après le mouvement de Mai 68 et réunis dans le cadre des actions du gauchisme maoïste, mais son fondateur Jean-Paul Sartre souhaitait lui donner plus de profondeur et de réflexion, par une démarche qui s'inspire  de J'accuse... !, la formule d'Emile Zola pour titrer un célèbre article qui avait fédéré au début du 20ème siècle les intellectuels prenant la défense du capitaine Dreyfus lors de l'affaire Dreyfus.
Le journal est lancé avec le soutien de nombreuses personnalités des arts et de la littérature, autour de Jean-Paul Sartre et sa compagne Simone de Beauvoir, rejoints par des artistes plus jeunes et plus engagés comme Jean-Luc Godard, Agnès Varda et la journaliste Michele Manceau, tandis que Robert Linhart et André Glucksmann, gendre de la biographe de Sartre, en assurent la direction opérationnelle. 
Sous l'impulsion de Benny Lévy dit Pierre Victor, « leader » de la Gauche Prolétarienne,  il a dans un second temps fusionné avec La Cause du peuple, le journal du mouvement maoïste de la Gauche prolétarienne et les deux titres sont accolés en haut de la première page.  
La Cause du peuple avait lui-même été repris en novembre 1969 par la Gauche prolétarienne, son nom (Garde rouge puis Servir le peuple) et son positionnement avaient été changés plusieurs fois.

## Histoire

### L'origine et les débuts

#### Sartre et Beauvoir brandissent l'histoire de la Gauche puis s'éloignent
Le journal s'inspire de J'accuse... !, titre d'un article rédigé en 1898 par Émile Zola lors de l'affaire Dreyfus, pour mobiliser les intellectuels de l'époque, donnant naissance au concept d'Intellectuel engagé.  
« Refuser de croire ce que disent les responsables officiels, donner la parole à ceux qui se taisent ou sont réduits au silence » propose le premier numéro de J’accuse, daté du 15 janvier 1971.  
Spectaculaire, le lancement est porté par Jean-Paul Sartre, 65 ans, Prix Nobel de littérature 1964 et Simone de Beauvoir, Prix Goncourt 1954, les deux intellectuels les plus prestigieux à l'époque. 
Sartre concrétise ainsi un coup double, par une référence à deux légendes de l'histoire de la gauche:
- l'affaire Dreyfus de 1898, moment d'explosion de  la Liberté de la presse ;
- les protestations contre la catastrophe de Courrières (1906), à l'origine du repos hebdomadaire en France.

Le mois précédent, Sartre a présidé le Tribunal populaire de Lens en 1970,  qui a établi une responsabilité patronale dans les accidents du travail dans les mines de charbon.
Tenu devant 500 personnes à la Mairie de Lens, ce Tribunal d'opinion a été suivi par l'acquittement, le surlendemain, de deux jeunes militants qui avaient jeté une nuit des coktails molotov contre un bâtiment vide des Houillères, pour protester contre négligences à l'origine du coup de grisou qui avait causé la mort de 16 mineurs le 4 février 1970, à Fouquières-lès-Lens.
Pour la Liberté de la presse, Jean-Paul Sartre avait accepté l'année précédente de devenir directeur de la publication des deux journaux maoïstes poursuivis, La Cause du peuple en mars puis Tout en septembre. Simone de Beauvoir a fait de même pour L'Idiot international et J'accuse.
Mais tous deux vont très vite prendre leur distance. (confusion entre J'accuse et la CDP) Dès mai 1970, Jean-Paul Sartre avait exigé un 1er un rectificatif par rapport à son communiqué de soutien, pour que la formule « j'assume tous les actes » soit remplacée par « j'assume tous les articles ». Simone de Beauvoir a fait de même l'été pour L'Idiot international.
Après les deux premiers numéros de J'accuse, Simone de Beauvoir se tourne vers un projet très différent, le Manifeste des 343 femmes avouant avoir avorté, rédigé en mars-avril 1971 avec Gisèle Halimi puis la création avec elle en juin de l'association « Choisir la Cause des femmes ». 
La prise de distance de Sartre viendra quelques mois après : en juin 1971, il ne donne plus suite au projet de « Tribunal populaire contre la police ». Puis en août 1971, alors que ce projet est encore d'actualité, il ne répond pas à la Nouvelle résistance populaire (NRP) qui lui avait proposé ses services, dans un premier entretien publié par le journal, où le « chef militaire » de ce groupe qui se veut le « bras armé » de la Gauche prolétarienne, Olivier Rolin déclare que « la NRP se met au service du tribunal populaire contre la police pour exécuter ses sentences ». 
Lors de l'arrestation du député Michel de Grailly, rossé dans un parking par un commando de la NRP le 26 novembre 1971, sans même de Tribunal d'opinion, Sartre fera aussi savoir son désaccord, qu'il affirmera encore plus après la mort de Pierre Overney (février 1972) et publiquement lors de l'affaire de Bruay-en-Artois (mai 1972).

#### Les maoïstes en difficulté depuis le début 1970
Sartre est depuis les guerres coloniales l'ami de Jeannette Colombel, professeur au Centre universitaire de Vincennes avec sa fille et son gendre André Glucksmann. Ces deux derniers jouent un rôle rôle dominant dans ce nouveau journal de la Gauche prolétarienne. Deux des cofondateurs du groupe maoïste sont en difficulté depuis le début 1970: Serge July et Alain Geismar, figure de Mai 68, emprisonnés pour des violences contre les policiers. Un autre des cofondateurs, Robert Linhart, leader historique des maoistes avant Mai 68 vient d'effectuer un son service national difficile, dans les commandos, après 9 mois en usine chez Citroën. 
Alors que le département de philosophie du Centre universitaire de Vincennes, le bastion de la GP, est privé d'habilitation des diplômes depuis la mi-janvier 1970, au même moment, la « GP » a perdu ses deux « établis » à Renault-Flins, seule véritable implantion ouvrière en région parisienne, tandis que ses militants du Nord-Pas-de-Calais, l'autre région « forte », risquent de lourdes peines de prison.
Le 13 janvier  1970, Serge July et Charles-Henri de Choiseul sont arrêtés par la police pour violences à agents, avec trois autres militants puis condamnés le 23/ le soir même Alain Geismar et Olivier Rolin attaquent le commissariat de Mantes-la-Jolie à l'engin incendiaire: réservoir d'un car de police incendié et la grille de la cour cadenassée, Rolin et Geismar sont vus s'enfuyant vers leur voiture. Entre-temps Charles-Henri de Choiseul a été licencié de Renault Flins, comme Jean-Emmanuel Darde fin 1969 après une autre action violente. Fin janvier, Le Monde consacre trois articles à ces affaires, révélant qu'ils sont tous  deux fils d'officiers supérieurs, déclenchant le sarcasme de la CGT.
À la suite des 16 morts de la catastrophe minière du 4 février 1970, la police arrête 6 militants pour jets de cocktails Molotov. Parmi eux, Jean Schiavo et Bernard Victorri, exposés dans une autre affaire, le sabotage de plusieurs grues le 5 février aux Chantier navals de Dunkerque en réaction au décès de Francis Deloffre, 19 ans, la tête écrasée par une poulie, le 26 janvier.
« On n'enfouit pas les armes avant d'avoir enterré les assassins », écrit alors la GP en appelant à un meeting à la Mutualité le 13 mars. Deux directeurs successifs de La Cause du peuple, le journal du mouvement, sont ensuite emprisonnés : dès le 22 mars 1970, Jean-Pierre Le Dantec, directeur de La Cause du peuple inculpé de provocation au crime, d'apologie de vol, de pillage, d'incendie et de meurtre, et le no 18 de La Cause du peuple est saisi. Deux jours après, conférence de presse très dure de Serge July, qui estime que « l'idée de prendre un fusil » a « fait un bond en avant », termes qui seront utilisées par le gouvernement pour saisir La Cause du peuple et arrêter son directeur dès le 22 mars,.

#### Le projet de journal, à l'été et l'automne 1970
Quand Robert Linhart, libéré du service militaire, et André Glucksmann lancent J'accuse en janvier 1971,  la GP leur a promis « l'indépendance du journal, pour attirer des intellectuels non maoïstes » rappelle l'historien américain Michael Christofferson. Le premier prendra la direction, secondé par André Glucksmann et sa compagne François Renberg,.
Entre-temps, il a fallu recruter des plumes. Au numéro 2, le comité de rédaction réunit Robert Linhart, André Glucksmann, Françoise Remberg, Jean-Luc Godard, Agnes Varda, Charles-Henri de Choiseul, Christian Jambet, Michel Le Bris, Eliane Barrault (photographe), Francis Bueb, Michel Puech etc.   
Des tensions naissent de la tentative de la GP d'infiltrer et prendre le contrôle de L'Idiot international au cours de l'été 1970, selon Gilles Susong, qui deviendra le journaliste spécialiste de l'international à J'accuse. Jean-Edern Hallier, le patron de L'Idiot international est violemment inquiet de voir ensuite la majorité de ses rédacteurs partir travailler à J'accuse, se souvient-il. De L'Idiot international viennent Jean-Claude Milner et Christian Jambet, deux « maos » qui entraînent derrière eux Barou et Bueb.  
André Glucksmann est un autre ex-collaborateur de L'Idiot international. Sa compagne Françoise Remberg est la fille de Jeannette Colombel, une vieille amie de Jean-Paul Sartre. Elle se charge de le contacter dès mars 1970, à la demande de Serge July, tout comme une série de personnalités qui participent au Secours rouge, association d'aide aux victimes de la répression policière fondée en juin 1970.
Sa fille, Françoise Renberg-Villette, fait partie des étudiants de l'IDHEC qui ont filmé la Grève des mineurs français de 1963 puis confié les rushes à la CGT locale sans jamais les revoir, avec Michel Andrieu, Renan Pollès, Patrick Meunier et Jacques Kebadian. Devenu « Atelier de Recherche Cinématographique », ce groupe a tourné quatre films avant et pendant Mai 68. Les cinéastes Alexandre Astruc, Jean-Luc Godard, Agnès Varda et Marin Karmitz, rejoindront le journal pour ses premiers numéros avant de partir, confrontés aux militants maoistes du mouvement Gauche prolétarienne.
Selon Serge July, la moitié de la rédaction du Nouvel Observateur participait aux réunions de la fin 1970, même si une partie était surtout motivée par la curiosité envers les actions violentes et spectaculaires des gauchistes, sur le mode des coups d’éclat des résistants dans la génération précédente. Katia Kaupp et Mariella Righini hésitent. Finalement, seule Michèle Manceaux sautera le pas, la journaliste du Nouvel Observateur qui avait publié deux ans plus tôt l’entretien controversé avec Judith Miller sur le contrôle des connaissances des étudiants, après la fermeture par le gouvernement du Centre universitaire de Vincennes. Le peintre Gérard Fromanger participe aussi aux réunions préparatoires. 
Serge July avait été dès la rentrée 1970 chargé de  rallier des intellectuels dits « démocrates » , puis envoyé dans le Nord en octobre préparer, vec Volodia Shahshahani, qui a participé aux émeutes du Campus de Grenoble de juin 1970, le Tribunal populaire de Lens en 1970, succès médiatique de la mi-décembre 1970. 
C'est aussi l'époque du succès du « Comité de défense de la presse » créé après l’interdiction d'Hara-Kiri le 17 novembre 1970 , avec le soutien du nouveau journal  Tout. Ce comité est mené par Claude-Marie Vadrot, journaliste à L'Aurore, qui souligne que le gouvernement « a reculé (...)  face aux réactions de la presse », laissant Charlie Hebdo remplacer Hara-Kiri Hebdo alors qu'il était interdit de reparaître sous un autre titre. Ce comité formera plus tard l'ossature de la fondation à l'été 1971 de l'Agence de presse APL.

#### L'investissement de Sartre et Signoret dans les deux premiers numéros

##### L'interview de Sartre par Glucksmann sur le tribunal populaire
Le premier numéro de J'accuse affiche une grande interview de Jean-Paul Sartre par André Glucksmann, dépeignant le concept de justice « populaire », via l'exemple du Tribunal populaire de Lens en 1970, qui s'est tenu un mois plus tôt.
« Il y a deux justices ? » demande l'intervieweur, André Glucksmann.
« Non, répond Sartre, il n'y en a qu'une. Je considère que la justice bourgeoise n'est pas une justice. Elle est née de la tentative, de la part de la classe dominante, de s'emparer de tous les moyens de gouvernement, de toutes les superstructures et, en particulier, de la structure juridique. »  Sartre précise : « Cette justice n'implique nullement les lynchages. » Alors Glucksmann lui rappelle qu'à Faulquemont, les mineurs ont brièvement retenu des cadres au fond de la mine deux semaines plus tôt et Sartre répond que « c'est un exemple remarquable de sanction. [...] C'est une leçon excellente ».
« Le tribunal a tenu à respecter les formes traditionnelles de la justice et, dans votre réquisitoire, vous avez tenu à utiliser des catégories juridiques. Pourquoi ? » demande encore André Glucksmann.
« Parce que nous sommes actuellement dans une étape intermédiaire où il s'agit de faire prendre conscience aux gens de ce qu'est la justice populaire... »?, répond Sartre.  
Dans ce même premier numéro, un second article du même Glucksmann critique avec virulence Ni Marx ni Jésus, premier essai politique à grand succès de Jean-François Revel, l'éditorialiste de l'Express, qui évoque la « révolution culturelle américaine » en particulier dans le domaine des mœurs, à la fin des années 60, y voyant même une « seconde révolution américaine ». Socialiste déclaré, se réclamant de gauche et proche de François Mitterrand, Revel y défend la gauche américaine et dénonce un décalage profond entre ce qui se répétait partout sur les États-Unis et la réalité de ce pays, recherchant la part de vérité et d'aveuglement dans l'anti-américanisme ambiant.  Glucksman lui oppose la misère des ghettos noirs et leurs révoltes. Deux ans plus tard, Quand la Chine s'éveillera… le monde tremblera  d'Alain Peyrefitte se vendra à plus de 885 000 exemplaires. 
Le journal est d'abord perçu comme l'émanation de l'association du Secours rouge, qui rassemble toute l'extrême-gauche et soutient la seconde grève de la faim des détenus maoïstes lancée le 22 janvier 1971, avec un meeting le 26 janvier, présidé par Simone de Beauvoir.

##### Le numéro deux enquête sur les conditions de travail
Le numéro deux de J'accuse publie son enquête sur les carences de la sécurité au travail,Simone de Beauvoir signe un reportage auprès des ouvrières d'une usine d'insecticides et de produits de beauté à Méru, dans l'Oise, qui avait explosé en 1967, provoquant la mort de trois personnes et en blessant une cinquantaine. Jean-Luc Godard y signe lui un reportage sur l'Usine d'eau minérale de Vergèze de Perrier, près de Nîmes. De plus, les militants, séduits par l'idée du journal étaient entre-temps partis en reportage en décembre, dans le sillage du Tribunal populaire de Lens en 1970 et de la vague de séquestrations de cadres qui a suivi, dans des entreprises où les ouvriers sont exposés. En Moselle, lors de la journée « ville morte » du 17 décembre 1970 contre la fermeture du puits minier de Faulquemont, décidée en octobre lors du regroupement avec ceux de Merlebach, avec changement des conditions de travail, 9 mineurs ont retenu trois ingénieurs par 960 mètres de fond. 
Le même jour, à l'usine Ferodo de Condé-sur-Noireau, dans le Calvados, exposée aux maladies professionnelles, de jeunes ouvriers protestant contre le licenciement d'un ancien séquestrent le chef d'atelier, puis trois cadres, qui seront libérés grâce aux syndicalistes. La polémique devient nationale. La CGT s'en mêle pour se dire « opposées à certaine campagne visant à identifier les techniciens, cadres et ingénieurs au patronat »  par la voix de son secrétaire général CGT Georges Séguy  lors d'une conférence de presse à Brive, même si dans un article du 28 décembre, le Nouvel Observateur  dénonce « une conception militariste de la hiérarchie » qui « fonctionne comme à l'armée », selon le responsable de l'Union départementale CFDT.
Dans ce deuxième numéro, Jean-Luc Godard s'attaque aussi au film Le Cercle rouge de Jean-Pierre Melville avec Alain Delon et Yves Montand, jugé trop « sécuritaire ».

### Les difficultés

#### La polémique des grenoblois lors la Guerre du Bengladesh
Au printemps 1971, le chef national de la GP, Benny Lévy a fait trois voyages consécutifs à Grenoble devant l’assemblée générale de l'organisation locale de la GP, devenue indépendante, le désaccord principal portant sur la révolte bengali, les grenoblois menés par Volodia Shahshahani ayant alors l'impression de se trouver devant un « mini-PCF où l’allégeance à la Chine remplaçait celle à l’URSS ».
Après le Cyclone de novembre 1970 au Bengale, qui cause des centaines de milliers de victimes, en partie en raison de l'impuissance de l'armée pakistanaise, la Ligue Awami, de Sheikh Mujibur Rahman, obtint la majorité numérique à l'Assemblée avec 160 des 162 sièges est-pakistanais,  tandis que le Parti du peuple pakistanais, de Zulfikar Ali Bhutto, obtint 81 sièges ouest-pakistanais et aucun siège est-pakistanais mais sachant que Zulfikar Ali Bhutto n'aurait pas toléré que Rahman devienne Premier ministre, Yahya Khan le nomme à sa place. La colère des est-pakistanais déclenche de violentes protestations. En réaction, le 21 février 1971, Yahya Khan suspendit la séance de l'Assemblée nationale et dissolut son cabinet civil. Dans la nuit du 25 mars, il fit arrêter Rahman et lança l'opération militaire Searchlight contre le Pakistan oriental. Très sanglante, la répression militaire fit des centaines de milliers de victimes. Démarre alors la guerre de libération du Bangladesh, qui va durer neuf mois et provoque une grande émotion dans le Monde.
Dans Tout!, l'autre journal maoïste, un article de Guy Hocquenghem dénonce le silence de son concurrent sur le génocide perpétré par le président Muhammad Yahya Khan, selon lui en raison du soutien à la Chine de J'accuse. « J'ai lu deux articles dans la presse gauchiste: dans L'Idiot International, ou il n'y a pas un mot pour condamner Yahia Khan, tellement on est occupé à justifier les Chinois et dans J'Accuse: de son bureau. Glucksmann veut bien reconnaître qu'il y a une révolte populaire, mais distinguo mon cher, distinguo! Révolte populaire n'est pas guerre populaire! », dénonce Guy Hocquenghem. « Bengalis, vous n'êtes pas conformes, vous pouvez aller vous faire massacrer, vous ne me concernez plus », dénonce-t-il.
Mais selon Gilles Susong, le journaliste spécialisé dans l'international à J'accuse, ce dernier titre n'a pas consacré plus de trois articles à la politique extérieure de la Chine.

#### La concurrence du journalTout!
J'accuse bénéficie initialement des tirages élevés et d'une large  diffusion jusqu'au numéro d'avril, avant sa fusion avec La Cause du Peuple. Cette fusion a par contre l'avantage d'entrainer un plus grand souci de l'image graphique, en réponse à la concurrence des visuels beaucoup plus élaborés de Tout!, fondé en septembre 1970  par Vive la Révolution et animé par Guy Hocquenghem, par ailleurs rédacteur à Actuel et à L'Idiot international. Ce quinzomadaire se veut un "France-Soir rouge", un journal d’information à destination d’un public populaire, qui parle aussi parle de désirs, de fantasmes, de corps et aborde les rivages de la contre-culture.
Lors des la grève de mai 1971 chez Renault, le journal Tout! publié un supplément appelé Renault-sauvage comporte  des illustrations de Robert Crumb, auteur de bande dessinée américain, et musicien compositeur, mais aussi un long article La France Sauvage, née en Mai 68, rédigé par Stéphane Gatti, via les témoignages de Jean-Claude Bourgeois, établi à Renault-Cléon et comme lui un « établi » venant du Centre universitaire de Vincennes.
Toujours au printemps 1971, les points faibles de J'accuse (parisianisme, intellectualisme, fascination machiste pour la violence) sont mis en lumière par le succès du premier numéro du journal Le torchon brûle, journal du MLF dirigé par Marie Dedieu, qui reprend intégralement les informations du numéro du 17 mai de Tout!, sur la grève des ouvrières du textile à Troyes, ou sur le machisme lors de la grève de mai 1971 chez Renault, signé sur un mode ironique et moqueur envers la direction de la CGT par « une ouvrière gauchiste du Bas-Meudon »,.
Se moquant du titre J'accuse, l'éditorialiste du journal Le torchon brûle préfère écrire « J'en appelle aux mères, aux grand-mères qui ignorent que la création des crèches sauvages sont l'œuvre de leurs filles et petites-filles pour protéger des enfants que l'état abandonne », tout en dénonçant la fête des mères créée sous le gouvernement de Vichy - époque où la revalorisation de la mère était vitale (hommes morts, prisonniers, enrôlés)  est l'une des dernières inventions de Philippe Pétain sous l'occupation allemande. 

A la même époque, les féministes allemandes très respectueuses de la démocratie bénéficient toujours du prestige du Coup de tomate de 1968 de Sigrid Rüger opéré en soutien au discours de la cinéaste Helke Sander, célèbre depuis 1967, la fondation des premières crèches d'Allemagne et qui se mobilise depuis pour l'avortement et la contraception, domaines où les mentalités allemandes encore peu évolué
L'éditorial de Tout! dénonce la manière dont sont régies les crèches municipales « où les heures d'arrivée et de départ préfigurent déjà l'usine où sévit la ségrégation ». Il en appelle à « prouver l'incapacité d'un gouvernement sénile à assumer les charges qui le concernent, et l'amener à se démettre ». Son nouveau journal affirme diffuser à 15 000 exemplaires, sur les marchés, les écoles. Le mois précédent, en avril 1971, de nombreuses militantes du MLF ont porté le « Manifeste des 343 » rédigé par Simone de Beauvoir et publié par Le Nouvel Observateur: « La liste des 343 Françaises qui ont le courage de signer le manifeste « Je me suis fait avorter» ».

#### Le départ des artistes
Pour son lancement, J'accuse pompe assez rapidement l'argent, les meilleurs affaires et les lecteurs de La Cause du peuple, un journal créé trois ans plus tôt et vendu à la criée, grâce à son format et son positionnement différent, qui permet aussi de toucher un autre public. Mais il sera assez vite accusé de parisianisme et d'avoir asséché le travail en province, en particulier par les militants grenoblois.
Au début, les maoïstes qui contrôlent le journal se réunissent entre eux, si bien que les collaborateurs amis ou compagnons de route trouvaient souvent, en arrivant aux réunions, les prochains sommaires déjà élaborés. Ils reproduisent le fonctionnement de où deux personnes assuraient toute la production du journal, une fois expédiée une conférence de rédaction symbolique et théorique. Jusqu'au jour où Sartre obtient la dissolution de la cellule GP de Jaccuse. Entre-temps, plusieurs claquent la porte, excédés. Marin Karmitz, que la fusion du titre avec la Cause du peuple déçoit, préfère partir comme photographe, à l'Agence de presse APL. Les maoïstes considèrent les intellectuels comme des souffre-douleurs.
Mariella Righini, après qu'un de ses reportages eut fondu jusqu'à devenir entrefilet, disparaît. Agnès Varda retrouve un lot de photos inédites particulièrement cher jonchant le planche. Un stage du comité de rédaction est organisé en juillet pour tente de ressouder l'équipe.

### La dramatisation

#### L'Affaire Jaubert, les mobilisations de journaliste et le numéro «anti-flics»
Le climat s'est entre temps dégradé dans les usines. À Rennes, le 13 mai 1971, une violente bagarre a opposé 70 militants trotskistes armés et casqués à des membres de la CFT, au cours duquel trois militants de la Ligue Communiste sont interpellés par les forces de l'ordre. Ces affrontements violents à l’extérieur gênent les syndicats qui tentent de s’implanter dans l’entreprise démocratiquement. Déjà le 11 février 1971 a lieu une des distributions de tracts de maoistes avait déclenché une intervention musclée de la CFT, qui s'était attaquée ensuite en mars 1971 à une distribution de tracts CGT .
Le samedi 29 mai 1971, en début d'après-midi, Alain Jaubert, journaliste au Nouvel Observateur est  tabassé dans un car de police après avoir voulu secourir une victime de brutalités policières en sortant d'un restaurant place Clichy, ce qui provoque une mobilisation dans les rédactions, après le communiqué de la Préfecture de police, qui précise que « Jaubert a ouvert la porte du véhicule et a sauté en marche, se blessant lui-même au cours de la chute », ne suscitant que ricanements. 
Un manifeste «Nous portons plainte contre la police », reçoit des centaines de signatures: écrivains, cinéastes, enseignants, avocats, et gens de presse soutiennent l'inculpé. Le président du Syndicat national des journalistes et fondateur des sociétés de journalistes du Figaro, Denis Perier Daville, ou encore Claude Mauriac, journaliste à l'AFP et ex-secrétaire particulier du Général De Gaulle se mobilisent. Le vendredi suivant, en début d'après-midi, plus de 600 journalistes se regroupent au pied de l'immeuble du Figaro, au rond-point des Champs-Élysées puis improvisent un sit-in fevant le ministère de l'Intérieur. 
Un numéro « Spécial Flics » est programmé avec l'aide discrète de rédacteurs de France-Soir. Quelques mois plus tôt, Un condé, film d'Yves Boisset, a été censuré par le ministre de l'Intérieur  Raymond Marcellin, en raison de quelques répliques du personnage principal, un commissaire de police montré en train de tabasser un prévenu attaché à un radiateur.  Une censure d'autant mal vécu que  le décès de Théo Sarapo, chanteur et acteur d'origine grecque, le 28 août 1970 à Limoges, a retardé la sortie du film de 3 mois. Le journal ouvre aussi ses pages à une quinzaine de journalistes appartenant à diverses rédactions ce numéro « Spécial flics » et appelle à des « cahiers de doléances contre la police ».
Le journal prévient qu'aura lieu le 28 juin 1971 un tribunal populaire contre la police .
Mal préparé selon la GP elle-même, ce numéro « Spécial Flics »  sera un semi-échec, dû notamment à la désolidarisation à la dernière minute du Secours rouge (SR).  Dès le 4 juin 1971, quatre grands résistants membres du comité d'initiative (CI) du Secours Rouge signé un texte faisant le bilan de l’activité du SR et en ont démissionné:  Jean Chaintron, Charles Tillon, Pierre Kahn-Farelle et Roger Pannequin qui dénoncent : « Des groupes [qui] s’acharnèrent à faire du Secours rouge la couverture d’activités dites spontanées et le camouflage d’une organisation sans responsables connus [...] ».  
Le Comité d’Initiative du Secours rouge (SR) prend à son tour ses distances, par la déclaration les 12 et 13 juin 1971 dénonçant la « parodie bourgeoise de la justice » et insistant sur la nécessité d’une « instruction populaire et publique » des violences policières. Malgré l'excellent travail fait par la Commission d’enquête sur l’affaire Jaubert, son caractère ouvert, ses participations nombreuses et l’importance de ses résultats, le CI du SR juge peu après que le « Procès Populaire de la Police » prévu pour le 27 juin ne correspond absolument pas aux objectifs généraux du SR, ni au caractère public et large de ses initiatives.
Sartre rédige un tract d'appel au Tribunal populaire sur la police projeté pour le 27 juin, qui doit répondre à la question : « La police est-elle aujourd'hui un organisme d'oppression exclusivement au service de la minorité dirigeante? »

#### Sartre renonce au Tribunal populaire sur la police
Sartre prend alors lui-même ses distances avec le journal maoïste: fin juin 1971, il ne donne plus suite au projet de « Tribunal populaire contre la police ». Puis en août 1971, alors que ce projet est encore d'actualité, il ne répond pas à la Nouvelle résistance populaire (NRP) qui lui avait proposé ses services, dans un premier entretien publié par le journal, où le « chef militaire » de ce groupe qui se veut le « bras armé » de la Gauche prolétarienne, Olivier Rolin déclare que « la NRP se met au service du tribunal populaire contre la police pour exécuter ses sentences ».

#### Juin 1971: la fondation de l'APL priveJ'accusede nombreux talents
Initiative originale dans l'Histoire des agences de presse, par son positionnement purement centré sur le reportage social, dans un contexte de progrès technologique au sein de la chaîne de fabrication des journaux, dans laquelle elle joue un rôle pionnier, l'Agence de presse APL, Pirate et J’accuse se retrouvent en concurrence dès juin 1971 à la création de la première, qui bénéficie du ralliement de nombreux talents, parmi lesquels le cinéaste Marin Karmitz et le spécialiste de la rubrique média Jean-Claude Vernier, un centralien visionnaire.
Cinq mois après, cette nouvelle Agence de presse APL bénéficie d’un formidable coup de publicité, dans une France où l’ORTF est encore brocardée comme une annexe de la police et où la presse goûte assez peu le reportage, à moins qu’il ne soit « grand », c'est-à-dire effectué dans un pays en guerre où l’autre bout du Monde. Le gaulliste de gauche et chrétien Maurice Clavel, directeur de l’APL fait sensation en quittant le plateau de l’ORTF sur un tonitruant « Messieurs les censeurs, bonsoir », devant un Alain Duhamel médusé, autre séquence historique dans la marche parfois difficile de l’audiovisuel public vers une forme d’indépendance à l’égard du pouvoir politique.
L'Agence de presse APL marquera des points à nouveau, peu après, dès l’affaire du meurtre de Pierre Overney chez Renault  par une série de photos prise juste avant et après le cliché, prouvant que la distance entre la victime et le meurtrier était suffisante pour infirmer la thèse de la légitime défense avancée par l’entreprise et le gouvernement. Pierre Desgraupes, qui dirige une des deux chaînes de télévision de l’Ortf accepte de les diffuser dans le journal du soir.

### Les problèmes de l'été 1971

#### Les  conflits chez Renault-Billancourt

##### Les suites de l'abandon du Tribunal populaire sur la police
Le 29 juin 1971, au lendemain de l'échec du Tribunal populaire sur la police, J'accuse titre sur le comité de lutte de Renault et interpelle le PDG: « Dreyfus vient faire les cadences ». À l'usine proche de Citroën-Balard trois militants GP de Renault venus tracter sont « attaqués par le syndicat indépendant de Citroën », puis « constituent une milice » vingt-cinq militants pour « rentrer dans l'usine pour casser la gueule aux indépendants », en juillet 71, ce qui est censé avoir un grand écho dans les usines fascistes, comme Simca-Poissy, Citroën-Metz Citroën-Clichy.
Dans son numéro du 1er août 1971: J'accuse raconte qu'ils ont pris des barres de fer et chargé, laissant militants de la CFT sur le terrain, dont un contremaitre et le chef du syndicat indépendant.
À l'automne 1971, un long article de J'accuse raconte la saga depuis le début en la glorifiant. Le journal évoque les mots d'ordre : « Renault ne sera pas Citroën », « Créons partout des Groupes ouvriers anti-flics » contre les agents de maitrise. Les incidents se multiplient à Renault-Billancourt. Un militant licencié pour avoir refusé de donner justificatif médical à une absence de plusieurs jours donne un coup de poing au chef du département, ce qui est salué par un tract « tu en as reçu dans la gueule, la prochaine fois, on fera plus! ».

##### La tension de la fin de l'année 1971
Le 15 octobre 1971, l'éditorial de J'accuse appelle à l'union des comités d'atelier de Renault. La direction s'inquiète et demande à la police d'assurer la protection de ses cadres dont l'un reçoit un pot de peinture de cinq kilos sur la tête. «Contrôlons la Régie nationale!», titre J'accuse du 17 février 1972, en estimant que Pierre Dreyfus, le P-DG de la Régie Renault ne peut licencier librement des ouvriers car il n'est pas propriétaire car Renault.
- 13 janvier 1972, une bagarre oppose la GP contre CGT, dont trois délégués sont blessés et qui sort un tract dénonçant nommément les « provocateurs »[37],[5]. La « Milice ouvrière multinationale de Renault » était venue en portant des masques de carton : Mme CGT a une tête de cochon ; Mme CFDT, de pouliche ; Mme FO, une tête de rat pour dénoncer « le grand cirque électoral à Renault » lors des élections professionnelles[3].
- 20 janvier 1972 : Saddok ben Mabrouk, ouvrier tunisien membre du comité de lutte Renault est licencié « pour vol »[37] puis une brochure des maos déclare que leurs militants « se sont battus plusieurs fois contre la police syndicale »[5]. Le 28 janvier 1972, une quarantaine de retoucheurs occupent le bureau du directeur de département[37]. * Fin janvier 1972, un commando saccage le bureau d'un agent de maîtrise[5], Michilleti, qui donnera une interview au journal Minute. Renault licencie deux militants de la GP[5], ce qui déclenche une grève de la faim le 29 janvier[5] avec l'aide de Jean-Pierre Le Dantec[5].
- 1er février 1972, un nouveau numéro de J'accuse raconte les exactions chez Renault-Billancourt[37] et quelques semaines plus tard, dans des affrontements, Pierre Overney, militant de la GP, est tué par un vigile, sous les yeux d'un jeune photographe de l'Agence de presse APL, qui parvient à faire passer ces photos au journal télévisé de la 1ère chaîne.

##### Les suites de la mort de Pierre Overney
Après la mort de Pierre Overney fin février 1972, la direction de Renault recommande à la maîtrise de sortir groupée de l'usine et aux plus isolés de  se refugier chez des collègues, tandis que des cadres réclament de pouvoir porter une arme. Sept ouvriers du Comité de lutte qui avaient réagi violemment le vendredi à la mort d'Overney le vendredi, sont licenciés après le week-end. Le mardi, c'est quatre autres. Le lendemain, les onze rentrent dans leurs ateliers, sur I'Île-Seguin, tiennent meeting: les vigiles interviennent, une bagarre reprend et cinq sont inculpés d'infraction à la loi anticasseurs et emprisonnés. 
Le 8 mars 1972, c'est l'enlèvement de Robert Nogrette, chef-adjoint chargé des relations sociales à Billancourt, libéré ensuite par le commando chargé de l'opération, dirigé par Olivier Rolin, après deux jours de suspense couverts par l'Agence de presse APL. Peu après, le ton a totalement changé dans ce second entretien donné par Olivier Rolin au journal J'accuse. « Nous ne pensons pas un instant que la situation est “la même que sous l'Occupation” et pas un instant nous n'avons pensé à tuer Nogrette », dit-il.
Sartre n'approuvait pas ce rapt de Nogrette, rappellera Simone de Beauvoir, et se demandait avec ennui quelle déclaration il ferait si jamais on lui en demandait une. Il se contente alors d'une déclaration nuancée et factuelle, prononcée conjointement avec Maurice Clavel, le directeur de l'Agence de presse APL, estimant que ses événements « étaient prévisibles à brève échéance » car « Renault a licencié onze ouvriers dont cinq ont été arrêtés et inculpés ».
Cet événement est présenté par ses acteurs comme un « point névralgique » de l'évolution de la violence dans les années 1970.
Cependant, André Glucksmann, qui dirige le journal, compare le « fascisme d'usine » aux guerre coloniales, en parlant des agents de maitrise, et estime qu'il y « a du fascisme dans chaque usine », dans ce qui est alors perçu comme une incitation à créer des guérillas, dans un numéro spécial sur les « Nouveaux fascismes » de la revue de Sartre Les Temps modernes publié en mai 1972.

#### Les conflits sur les sujets à couvrir
En juillet 1971, les incidents violents de chez Renault semblent risquer de s’étendre aux usines Citroën, devant lesquelles se rendent les de militants du « groupe ouvrier anti-flic » de chez Renault, avec la couverture régulière du journal. 
À la rentrée de 1971, le numéro d'octobre du journal est l'écho de combats idéologiques sur son positionnement, dont le numéro coordonné par André Glucksmann sur la révolte violemment réprimée des prisonniers en grande majorité noirs d'Attica. La Mutinerie d'Attica soulèvement de prisonniers du centre correctionnel d'Attica, dans l'État de New York qui eut lieu entre le 9 et le 13 septembre 1971, et a inspiré le téléfilm Révolte dans la prison d'Attica. 

#### Sartre s'oppose à l'enlèvement d'un député fin novembre 1971
Lors de l'enlèvement, présenté par le journal comme une « arrestation » du député Michel de Grailly, rossé dans un parking par un commando de la NRP, le 26 novembre 1971,, sans même de Tribunal d'opinion, Sartre fera aussi savoir son désaccord avec une décision prise en réunion restreinte de la direction de la GP.
Député UNR, Michel de Grailly préside la société d'économie mixte qui a été mise sur pied pour gérer la reconstruction des Abattoirs de la Villette, jugée excessivement coûteuse et interminable, qui s'est interrompue finalement faute de crédits en 1967, « scandale financier » dénoncé par la presse et dans un rapport du Sénat. Le 24 avril 1971, le rapport est publié à la suite d’un vote du Sénat et il sera confirmé en 1972 que l'on l’utilisera jamais cette salle des ventes de 45 000 mètres carrés de surface, et comportant trois niveaux, soit trois fois 45 000 mètres carrés de béton.
Michel de Grailly est attendu à trois reprises, les armes à la main, devant chez lui dans le quartier  du 16e arrondissement, par une « planque » prolongée d'Olivier Rolin et deux acolytes, dans une estafette, où ses agresseurs le frappent à coups de crosse. Puis il est enfermé dans une malle en bois. Ancien résistant, Michel de Grailly, parvient à s'en échapper en défonçant à coups de pied les parois de la malle puis à fuir. Sur l'affaire des Abattoirs de la Villette, il gagnera son procès et le Nouvel Observateur écrira le 15 octobre 1973 que l'UNR, l'a ensuite radié du parti, avait choisi de faire de Michel de Grailly un des boucs émissaires du scandale alors que le ministère de l'Agriculture avait pris la décision de freiner la politique de l'élevage, les Abattoirs de la Villette étant construit dans la perspective d'un développement du cheptel et des exportations.
Un autre enlèvement aura lieu 4 mois plus tard, le 8 mars, celui de Robert Nogrette le chef adjoint des relations sociales de l'usine Renault-Billancourt après les licenciements ayant sanctionné la violence au lendemain de la mort de Pierre Overney.
Les détenus des prisons françaises entrent en scène, avec des révoltes à Toul en décembre 1971 puis à Nancy. J'accuse du 18 décembre 1971 (no 15) y consacre un numéro spécial, tandis que d'autre part dans Le Monde, Michel Foucault et quelques personnalités dont Simone Signoret ont acheté une page de publicité en décembre 1971 pour parler de la cause défendue par le Groupe d'information sur les prisons .

#### La grève àParis Jour
Le 15 janvier 1972, Simone Del Duca, propriétaire du quotidien Paris Jour qui tire à 230 000 exemplaires a annoncé 33 licenciements, ce qui déclenche de l'émotion chez les journalistes parisiens. 
J'accuse paraît le 1er février 1972 (no 17) avec, en quatrième de couverture, un fac-similé de Paris-Jour, accompagné d'un éditorial titré sans nuances : « Non à la Pravda de Pompidou ». J'accuse dénonce les restructurations entreprises en vue d'une presse moins pluraliste. La suite des événements leur donnera raison avec la mainmise de Robert Hersant sur Paris-Normandie. Le mensuel explique que « ce n'est pas le public qui ne veut plus lire, c'est cette presse obscurantiste qui le dégoûte », car en cinq ans, France-Soir a perdu plus de 300 000 lecteurs tandis que Le Parisien libéré licencie.
Quatre jours plus tard, c'est la grève d'une journée des journalistes de Paris-Jour avec l'appui de Claude-Marie Vadrot du Syndicat des journalistes français CFDT. Une grève générale de la presse française a lieu. Craignant de tomber dans l'illégalité, les grévistes refusent la proposition de J'accuse de confectionner un numéro pastiche ou pirate de Paris-Jour. Émilien Amaury, directeur du Parisien libéré, décide que son journal paraîtra malgré la grève générale décrétée en solidarité par le syndicat du livre CGT, afin de tirer avantage de la disparition de son concurrent le plus direct.
A Paris-Jour, les ouvriers du livre sont furieux et certains s'introduisent au « marbre », où, avec l'aide des maos, les flancs sont déchirés.
Simone Del Duca décide alors de fermer le journal Paris Jour et la grève devient illimitée. J'accuse se dévoue à leur service pour les soutenir. À l'Agence de presse APL, le jeune centralien Jean-Claude Vernier fait la connaissance de Jean-Philippe Huleu, qui avait fondé sans succès en 1970 le quotidien  Le Turf mais dont l'investisseur de l'époque propose de racheter Paris Jour, pour le relancer en utilisant la technologie nouvelle de la Photocomposition. Finalement les 1 500 salariés de Paris-Jour vont perdre leur emploi.

#### L'affaire de Bruay en Artois
Les intellectuels semble trahis, mais la vocation de faire du reportage local aussi, quand  l’affaire de Bruay-en-Artois affaiblit le journal  alors que le petit journal Pirate (journal) n’a pas été aussi loin, sur le même sujet. 
Dans un article de mai 1972 dans la revue Les Temps modernes, André Glucksmann qualifie la France de « dictature fasciste ». Au même moment sort le numéro du 1er mai 1972 de J'accuse sur l'affaire de Bruay-en-Artois, très éloigné de la prudence de la presse régionale.   
Des mineurs disent, « Qu'ils nous le donnent, nous le découperons morceau par morceau au rasoir. Il faut lui couper les couilles ! », affirme l'article, signé collectivement,.  
L'ouvrier de Renault Jacques Theureau sera quinze ans plus tard accusé de s'en être occupé avec Serge July, qui couvrait aussi l'affaire dans son journal nordiste Pirate, et François Ewald, professeur de philosophie au lycée de la ville. En colère, Sartre exige un article d'excuse et de clarification titré tribunal populaire ou lynchage ? d'un innocent, publié dans le numéro suivant, aux côtés de la réponse signée La Cause du Peuple. Malgré ce dérapage, La Cause du peuple continue de couvrir l'affaire sur un mode « encore plus brutal, plus accusateur », avec un photomontage et une plaque commémorative disant que la victime a « été assassinée par la bourgeoisie de Bruay », et en présentant les violences verbales sur place comme spontanées, nées de la « volonté du peuple ».

### Sartre exige la «Rencontre générale» de juin 1972
J'Accuse! est de plus en plus critiqué par Sartre après les événements de mai 1972. Selon lui, il est devenu « de moins en moins démocratique, il est rare que les informations soient complètes », et il devient même « édifiante comme un bulletin de patronage », ou encore « l'organe d'un groupuscule ». Bref, Sartre a exigé une rencontre générale qui a lieu dans l'atelier du peintre Gérard Fromanger, en juin 1972 et au cours de laquelle il critique le journal.

### Le dernier numéro en septembre 1973
Le 18 février 1974, un article de Viktor Kleinkrieg dans la revue Les Temps Modernes  rappelle que le journal maoïste français J'accuse-La Cause du Peuple, dans un numéro du début 1973, parlait de « la bande à Baader, groupe petit-bourgeois isolée des masses » en disant la même chose de « Septembre Noir ».
Le dernier numéro du journal, en septembre 1973, est consacré à l'Affaire Lip. Toute l'énergie du groupe qui l'a créé est alors centré sur le nouveau quotidien Libération, dont le premier « vrai » numéro est paru quatre mois plus tôt, en mai 1973.

## Chronologie
- février 1971 : le Secours rouge appelle à dénoncer les exactions policières.
- 25 mars 1971 : l'opération Searchlight lance la Guerre de libération du Bangladesh
- avril 1971 : le préfet de Paris Maurice Grimaud remercié.
- début mai 1971 : le premier comité de lutte apparait à Renault-Billancourt[37].
- 24 mai 1971 : les OS du Mans cessèrent leur grève, Billancourt suit le 25 mai, après 19 jours d'occupation « bidon », pendant lesquels le Comité de lutte n'a pas réussi à contrebalancer le poids des syndicats[37].
- 13 juin 1971 : J'accuse reprend le Comité de lutte Renault qui parle d'une « situation excellente » contre toute évidence[37].
- 28 juin 1971 : J'accuse titre sur un projet de statuts pour l'union des comités de lutte d'ateliers de Renault-Billancourt[37].
- 14 mai 1971 : dans la nuit, la NRP plastique les locaux de l'hebdomadaire d'extrême droite Minute.
- 24 mai 1971 : premier numéro de J'accuse, qui ont fusionné.
- 28 mai 1971 : à Grenoble, un commando d'extrême-droite au restaurant Diderot, sur le campus, deux étudiants blessés à coups de pistolet
- 29 mai 1971 : Alain Jaubert brutalisé par des policiers Place de Clichy.
- juin 1971 : un militant GP licencié donne un coup de couteau à un militant de la CGT qui collait des affiches[37].
- 18 juin 1971 : création de l'Agence de presse APL, dirigée par Maurice Clavel et Jean-Pierre Vernier, afin d'informer sur les conflits sociaux.
- 23 juillet 1971 : manifestation devant l'ambassade de Jordanie de à l'initiative du « Groupe Karamé de la milice ouvrière multinationale » et des Comités Palestine. Christian Riss, établi à Renault-Billancourt, est blessé au poumon par balles par un policier et licencié[37].
- 25 juin 1971 : la lettre d'un ancien « établi » de Billancourt dans Le Monde dénonce un mauvais climat[37].
- Mi-septembre 1971 : dossier de J'accuse sur la Mutinerie d'Attica
- 5 septembre 1971, attaque à Thionville du Transeurop Express, raconté sur le mode FTP[37],[52]
- décembre 1971 : Simone Signoret et d'autres achètent une page de publicité dans Le Monde.
- 15 octobre 1971 : l'éditorial de J'accuse appelle à l'union des comités d'atelier[37].
- décembre 1971 : la Troisième guerre indo-pakistanaise aboutit à l'indépendance du Pakistan oriental sous le nom de Bangladesh.
- 13 janvier 1972 : bagarre GP contre CGT, dont trois délégués sont blessés et qui sort un tract dénonçant nommément les « provocateurs »[37].
- 20 janvier 1972 : Saddok ben Mabrouk, ouvrier tunisien membre du comité de lutte Renault est licencié « pour vol »[37].
- : 2e licenciement après le saccage du bureau de l'agent de maîtrise, Michilleti, qui donnera une interview au journal Minute.
- 28 janvier 1972, une quarantaine de retoucheurs occupent le bureau du directeur de département[37].
- 1er février 1972 : nouveau numéro de J'accuse racontant les exactions chez Renault-Billancourt[37].
- Avril 1972 : dans un numéro spécial de Les Temps modernes, André Glucksmann compare le « fascisme d'usine » aux guerre coloniales, en parlant des agents de maitrise, et estima qu'il y « a du fascisme dans chaque usine ».